# 英國鐵路378型電力動車組
英鐵378型電力動車組首都之星（英語：British Rail Class 378 EMU Capitalstar）是一款由龐巴迪運輸生產的電力之星系列電力動車組。這款列車實際上屬於城際列車系列，但為配合倫敦地上鐵近似捷運的營運環境而有別於同系列的其他列車，包括採用橫向座位編排以增加企位空間，以及乘客車廂使用內藏門而非內崁式門（駕駛艙依然使用內崁式門）。
倫敦地上鐵是唯一採用這款列車的營運者。該款列車由2009年起分兩批投入服務。
由2014年起，378型列車逐一進行改造工程，加掛一節車廂，成為5節的列車。東倫敦線是首條獲派5節列車行走的路線，而北倫敦線及西倫敦線亦於2015年底前全線使用5節列車行走。
由於倫敦交通局向龐巴迪訂購的710型列車出現延誤，2019年1月起，倫敦交通局把三列378型列車臨時縮編為4節，並將它們派往行走福音橡至巴金線。